# Boeing 757

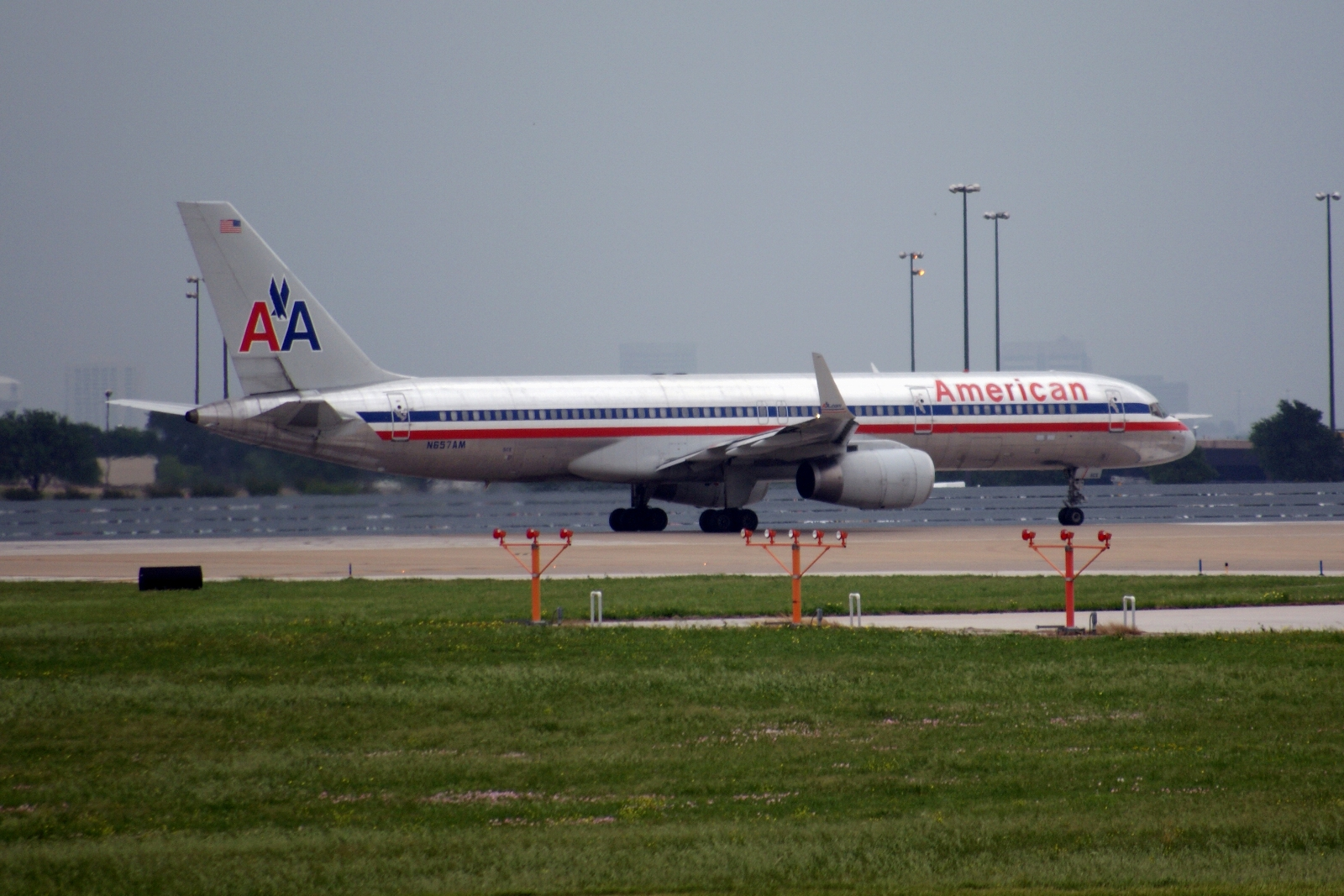
Un Boeing 757-223 de la companyia American Airlines.

El Boeing 757 és un avió de reacció de fuselatge estret de curt a mig abast manufacturat per Boeing Commercial Airplanes. Eastern Air Lines i British Airways foren les primeres línies aèrees a utilitzar aquest avió per substituir el Boeing 727, i entrà en servei el 1983. Es posà fi a la producció del 757 el 28 d'octubre del 2004 després que se n'haguessin manufacturat 1.050. L'últim avió fou lliurat a Shanghai Airlines el 28 de novembre del 2005. El juliol del 2007, hi havia un total de 1.019 avions Boeing 757 en servei amb línies aèrees.

## Especificacions
|                                                             | 757-200                                                                       | 757-200F                                                                      | 757-300                                                                       |
| ----------------------------------------------------------- | ----------------------------------------------------------------------------- | ----------------------------------------------------------------------------- | ----------------------------------------------------------------------------- |
| Tripulació de la cabina de vol                              | Dos                                                                           | Dos                                                                           | Dos                                                                           |
| Capacitat de passatgers típica                              | 200 (2 classes) 234 (1 classe)                                                | N/A                                                                           | 243 (2 classes) 289 (1 classe)                                                |
| Longitud                                                    | 47,32 m                                                                       | 47,32 m                                                                       | 54,47 m                                                                       |
| Envergadura                                                 | 38,05 m                                                                       | 38,05 m                                                                       | 38,05 m                                                                       |
| Altura total                                                | 13,56 m                                                                       | 13,56 m                                                                       | 13,56 m                                                                       |
| Àrea alar                                                   | 181,25 m²                                                                     | 181,25 m²                                                                     | 181,25 m²                                                                     |
| Angle en fletxa de l'ala                                    | 25°                                                                           | 25°                                                                           | 25°                                                                           |
| Distància entre els trens d'aterratge davanter i posteriors | 18,29 m                                                                       | 18,29 m                                                                       | 22,35 m                                                                       |
| Amplada de la cabina                                        | 3,54 m                                                                        | 3,54 m                                                                        | 3,54 m                                                                        |
| Llargada de cabina                                          | 36,09 m                                                                       | 36,09 m                                                                       | 43,21 m                                                                       |
| Pes en buit                                                 | 57.840 kg                                                                     | 57.840 kg                                                                     | 64.590 kg                                                                     |
| Pes màxima a l'enlairament (MTOW)                           | 115.680 kg                                                                    | 115.680 kg                                                                    | 123.600 kg                                                                    |
| Distància d'enlairament a MTOW                              | 2.910 m                                                                       | 2.910 m                                                                       | 2.925 m                                                                       |
| Velocitat de creuer                                         | 0,80 Mach (458 nusos, 850 km/h a altura de creuer de 35.000 peus o 10.660 m)¹ | 0,80 Mach (458 nusos, 850 km/h a altura de creuer de 35.000 peus o 10.660 m)¹ | 0,80 Mach (458 nusos, 850 km/h a altura de creuer de 35.000 peus o 10.660 m)¹ |
| Abast amb càrrega màxima                                    | 3.900 mn (7.222 km) −200WL: 4.100 mn (7.600 km)                               | 3.150 mn (5.834 km)                                                           | 3.395 mn (6.287 km) −300WL: 3.595 mn (6.658 km)                               |
| Capacitat màxima de combustible                             | 43.490 L                                                                      | 42.680 L                                                                      | 43.400 L                                                                      |
| Sostre de vol                                               | 42.000 peus (12.800 m)                                                        | 42.000 peus (12.800 m)                                                        | 42.000 peus (12.800 m)                                                        |
| Motors (×2)                                                 | Rolls-Royce RB211, Pratt & Whitney PW2037, PW2040, o PW2043                   | Rolls-Royce RB211, Pratt & Whitney PW2037, PW2040, o PW2043                   | Rolls-Royce RB211, Pratt & Whitney PW2037, PW2040, o PW2043                   |
| Empenta (×2)                                                | PW: 171 a 194,54 kN RR: 166 a 191,71 kN                                       | PW: 171 a 194,54 kN RR: 166 a 191,71 kN                                       | PW: 171 a 194,54 kN RR: 166 a 191,71 kN                                       |

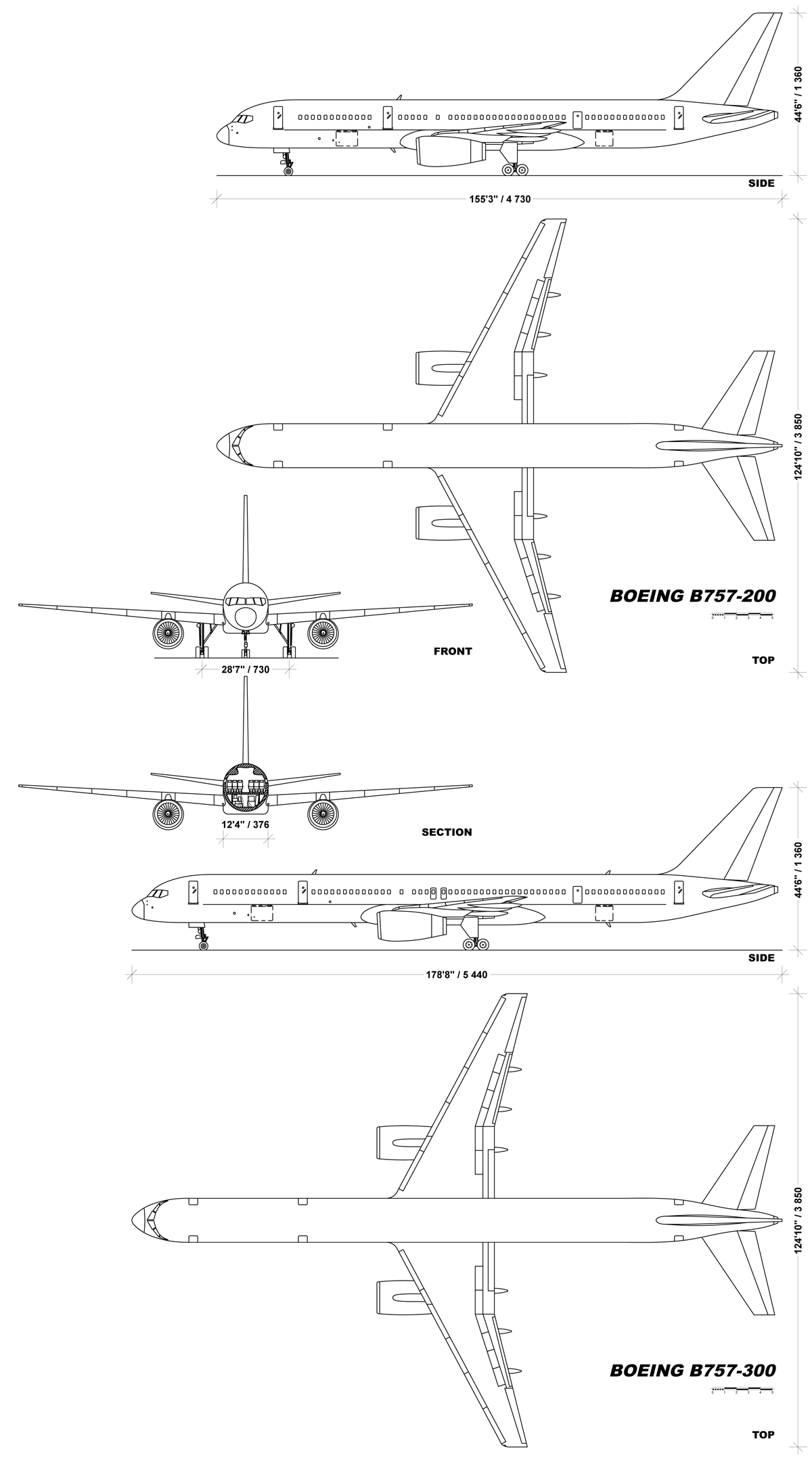
Comparació de les diverses versions del Boeing 757

Fonts: Boeing 757 airport planning report, and Boeing 757 specifications